# 4 февраля
4 февраля — 35-й день года  по григорианскому календарю.
До конца года остаётся 330 дней (331 день в високосные годы).
До 15 октября 1582 года — 4 февраля по юлианскому календарю, с 15 октября 1582 года — 4 февраля по григорианскому календарю.
В XX и XXI веках соответствует 22 января по юлианскому календарю.

## Праздники и памятные дни

### Международные
- Всемирный день борьбы против рака

### Национальные
См. также: Категория:Праздники 4 февраля
- Ангола — День вооружённого восстания.
- Шри-Ланка — День Независимости.
- Япония — Риссюн — Начало весны (Новый год).

### Религиозные
Католицизм
 — Память святой Вероники;
 — память святой Катерины де Риччи;
 — память Римберта (архиепископа Гамбургского);
 — память святого Иоанна де Брито;
 — память святого Гилберта Семпрингхэмского;
 — память святого Андреа Корсини.
 Православие
⟨Русская православная церковь⟩
 — Память апостола от 70 Тимофея, епископа Эфесского (ок. 96—97);
 — память преподобномученика Анастасия Персиянина (628);
 — память мучеников Адрианопольских (Болгарских): Мануила, Георгия, Петра, Леонтия епископов, Сиония, Гавриила, Иоанна, Леонта, Парода пресвитеров и прочих 377-ми (ок. 814—817);
 — память преподобномученика Анастасия, диакона Печерского, в Ближних пещерах (XII);
 — память преподобного Макария Жабынского, Белёвского чудотворца (1623);
 — память священномучеников Иоанна Успенского и Евфимия Тихонравова, пресвитеров (1938).

### Именины
- Католические: Андреа, Вероника, Гилберт, Джон, Екатерина, Римберт
- Православные: Агафон, Ананий, Анастасий, Гавриил, Георгий, Евфимий, Иван, Иосиф, Леонт, Леонтий, Макарий, Мануил, Николай, Парод, Пётр, Сионий, Тимофей, Яков

## События

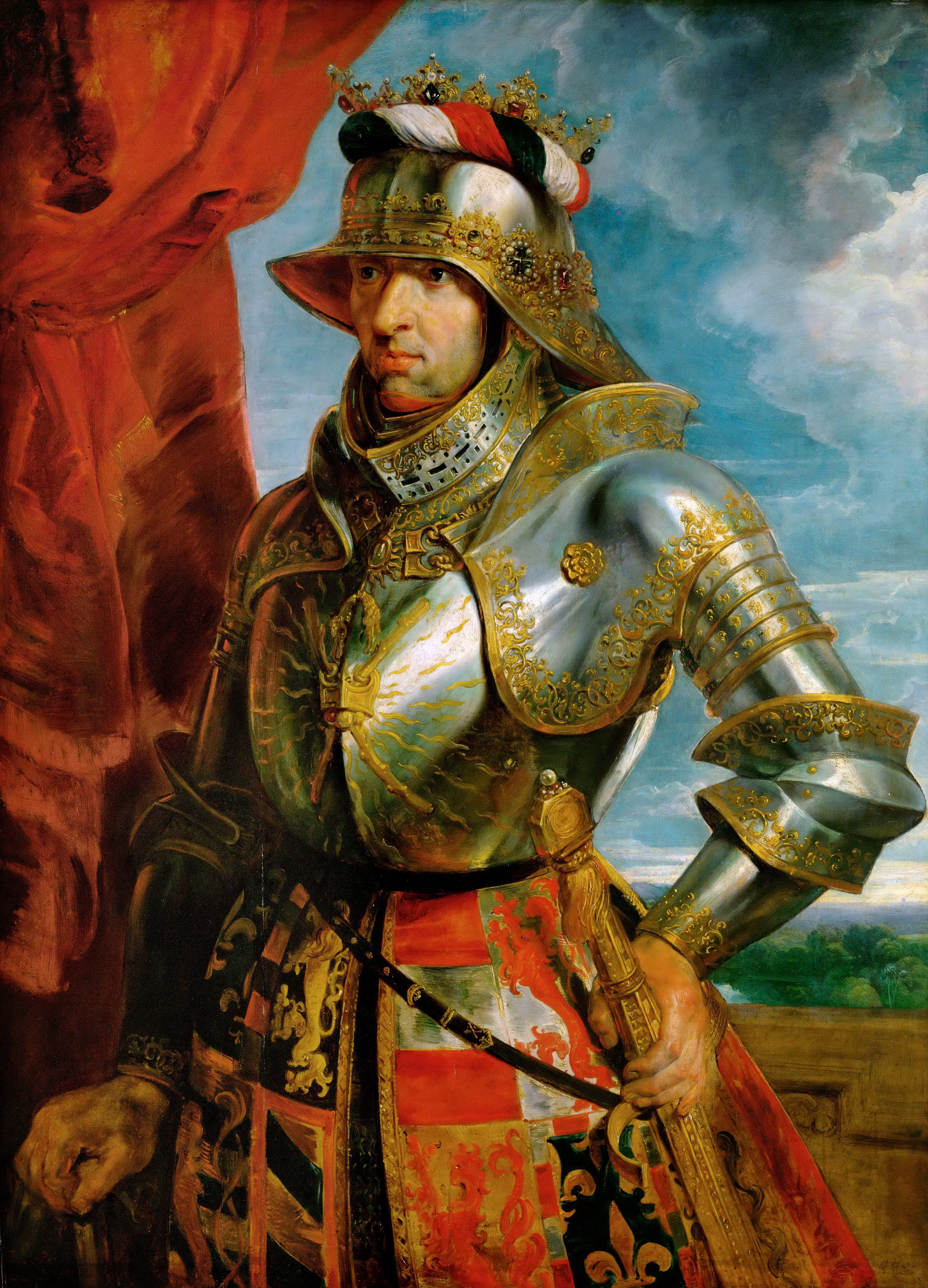
Максимилиан I

См. также: Категория:События 4 февраля

### До XVIII века
- 211 — после смерти Луция Септимия Севера соимператорами Римской империи стали его сыновья Гета и Каракалла.
- 634 — Первая арабо-византийская война: мусульманские войска Амр ибн аль-Аса разгромили византийцев в битве под Датхином[англ.].
- 900 — Людовик IV Дитя коронован на съезде в Форххайме королём восточных франков.
- 960 — Тай-цзу стал императором Китая. Начало правления династии Сун.
- 1169 — в результате землетрясения[англ.] в восточной Сицилии погибло 15 тысяч человек.
- 1194 — Генрих VI Гогенштауфен вернул свободу королю Англии Ричарду I Львиное Сердце в обмен на выкуп, оммаж императору и обещание выплачивать ему ежегодно пять тысяч фунтов стерлингов.
- 1339 — начался Варшавский процесс — судебный процесс, по инициативе короля польского Казимира III, по поводу территориальных споров между Королевством Польским и Тевтонским орденом, проведённый представителями Святого Престола в понтификат Бенедикта XII.
- 1348 — в Японии войска Северного Двора одержали победу над войсками Южного Двора в битве под Сидзёнавате[яп.].
- 1454 — атакой восставших из Прусского союза на замок крестоносцев в Торуне[пол.] и на большую мельницу в Данциге началась Тринадцатилетняя война.
- 1508 — Максимилиан Габсбург в Тренто принял титул императора Священной Римской империи. Папа римский Юлий II высказал ему своё одобрение.
- 1582 — войска Речи Посполитой отступили от Пскова после продолжительной осады.

### XVIII век
- 1703 — в Эдо (Япония) 47 ронинов совершают ритуальное сэппуку, как надлежало настоящим самураям, вместо того, чтобы быть казнёнными как уголовники.
- 1719 — Пётр I издаёт указ о проведении первой переписи населения России.
- 1720 — Пётр I издаёт указ о сооружении в Петербурге шлагбаумов.
- 1722 — Пётр I вводит «Табель о рангах».
- 1755 — императрицей Елизаветой Петровной подписан указ о создании Московского университета.
- 1789 — Коллегия выборщиков избрала Джорджа Вашингтона первым президентом США.
- 1794 — Великая французская революция: Национальный конвент отменяет рабство во Франции и её колониях.
- 1797 — эквадорский город Риобамба был полностью разрушен в результате землетрясения[англ.]. Погибло около 40 тысяч человек.

### XIX век
- 1810 — Наполеоновские войны: Великобритания занимает Гваделупу.
- 1820 — Война за независимость Чили: чилийский флот, под командованием Томаса Кокрейна, после двухдневного штурма[англ.] занимает Вальдивию.
- 1824 — американский изобретатель и бизнесмен Чарльз Гудрич в Бостоне представил публике резиновые калоши.
- 1846 — Мормонская война в Иллинойсе: первые мормонские пионеры оставили Наву (Иллинойс) и начали переселение на Запад, в Юту.
- 1849 — Сражение при Визакне, битва Войны за независимость Венгрии 1848—1849 годов, в ходе которой 4 февраля 1849 года венгерская армия генерал-майора Юзефа Бема столкнулась с имперской армией Антала Пухнера у Визакны (ныне Окна-Сибиулуй).
- 1858 — Германом Гольдшмидтом открыт астероид 52 Европа.
- 1861 — Гражданская война в США: образованы Конфедеративные Штаты Америки.
- 1874 — во время Второй англо-ашантийской войны британцы захватили и разрушили столицу Ашанти, Кумаси.
- 1899
  - Атолл Уэйк аннексирован США как ничейная территория.
  - Началась Филиппино-американская война. Casus belli к началу войны послужил инцидент, произошедший ночью 4 февраля 1899 г. на Сан-Хуановском мосту, близ Манилы. Американский солдат застрелил филиппинца, зашедшего на базу солдат США.
  - Основан «Вердер», футбольный клуб из города Бремен (Германия).
- 1900 — Феликс Дзержинский был арестован и заключён в X павильон Варшавской цитадели.

### XX век
- 1912 — На Ниагарском водопаде, из-за обрушения «ледяного моста» погибли 3 человека.
- 1915 — Первая мировая война: Германская империя объявила морскую блокаду Британских островов, означавшую начало неограниченной подводной войны.
- 1921
  - Барон Унгерн в ходе штурма освободил монгольскую столицу Ургу от китайских войск.
  - Восстановлен Орден Белого орла — высшая награда Польши.
  - Установлен Орден Возрождения Польши (Polonia Restituta). Награждение орденом производится за выдающиеся заслуги в военной и гражданской сферах, как польских, так и иностранных граждан.
- 1931 — в Курске заработала первая в России ветроэлектростанция.
- 1932
  - В бухту Нагаева (Охотское море) прибыл пароход «Сахалин», доставивший на Колыму руководство треста «Дальстрой» и первую группу заключённых, которые должны были заняться организацией разработки полезных ископаемых и строительством.
  - В Лейк-Плэсиде открылись III зимние Олимпийские Игры.
  - Японская интервенция в Маньчжурию: после десятидневной обороны японцы заняли Харбин.
- 1933 — вышел декрет рейхспрезидента «О защите немецкого народа», ограничивавший свободы прессы и собраний.
- 1934 — установлены дипломатические отношения между СССР и Венгрией.
- 1935 — пущен первый испытательный поезд Московского метрополитена.
- 1936 — основатель и глава швейцарского отделения НСДАП Вильгельм Густлофф был застрелен в Давосе еврейским студентом Давидом Франкфуртером, после чего был объявлен в нацистской Германии «мучеником».
- 1938 — министр обороны рейха Вернер фон Бломберг и главнокомандующий сухопутными войсками Вернер фон Фрич отправлены в отставку (Дело Фрича — Бломберга). Верховным главнокомандующим Вермахта становится Адольф Гитлер. Иоахим фон Риббентроп назначается на пост министра иностранных дел.
- 1939 — образована Пензенская область.
- 1940 — в здании Военной коллегии Верховного Суда СССР приведён в исполнение приговор Военной коллегии Верховного Суда СССР об «исключительной мере наказания» (расстреле) бывшему наркому НКВД, генеральному комиссару госбезопасности Николаю Ивановичу Ежову.
- 1941
  - В США основана United Service Organizations.
  - Рой Планкетт получает патент на изготовление тетрафторэтиленового полимера — тефлона.
- 1943
  - Иван Кабушкин был схвачен гитлеровцами при выполнении боевого задания, после чего замучен в фашистских застенках.
  - на косе в районе Станички в Новороссийске образовался плацдарм, известный как Малая земля.
- 1944 — советскому лётчику-асу Ивану Кожедубу присвоено первое звание Героя Советского Союза.

- 1945

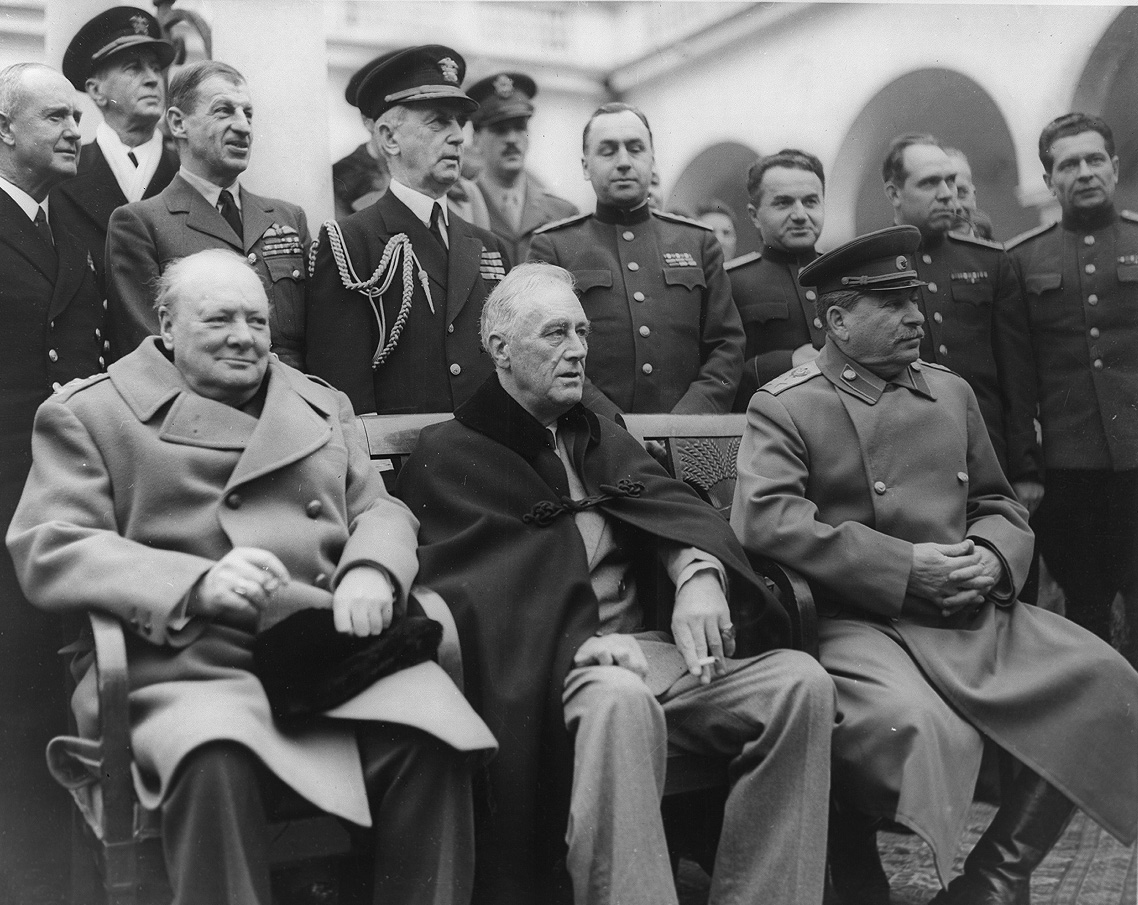
Черчилль, Рузвельт, Сталин в Ялте. Февраль 1945

  - Бельгия полностью освобождена от немецкой оккупации.
  - Бирманская кампания: британская Индийская армия начала битву за Пококу и реку Иравади[англ.].
  - В Ливадийском дворце открылась Крымская (Ялтинская) конференция. Рузвельт, Черчилль и Сталин обсуждали вопрос о безоговорочной капитуляции Германии и её последующий раздел на четыре зоны оккупации. Рассматривался польский вопрос и обсуждалось проведение первой конференции Организации Объединённых Наций в Сан-Франциско, США. Сталин соглашается с тем, что СССР начнет военные действия против Японии после поражения Германии и оккупирует часть Кореи (Корея должна быть разделена на две зоны по 38-й параллели).
  - Восточно-Прусская операция (1945): завершилась операция 1-го Прибалтийского фронта И. Х. Баграмяна по разгрому группировки противника в районе Клайпеды, продолжавшаяся с 25 января по 4 февраля 1945 года.
  - 43-я армия 3-го Белорусского фронта И. Д. Черняховского, уничтожив гарнизон гавани Кранц, вышли на побережье Балтийского моря.
- 1946 — основан албанский футбольный клуб «Партизани» (Тирана).
- 1947 — в Польше прекратила свою деятельность Крайова Рада Народова. Созван Сейм[пол.]. Маршалом Сейма стал Владислав Ковальский.
- 1948 — Шри-Ланка получила независимость под названием Доминион Цейлон (оставаясь доминионом Великобритании).
- 1949 — покушение на шахиншаха Ирана Мохаммеда Резу Пехлеви. Во время посещения шахом торжественной церемонии в Тегеранском университете в него с расстояния трёх метров выстрелил Фахр-Арай, но шах был лишь легко ранен в щёку. Фахр-Арай был застрелен на месте офицерами. В Иране было введено военное положение.
- 1961
  - Начало вооружённой борьбы в Анголе против португальских колонизаторов.
  - Самая первая советская попытка пуска к Венере. Тяжёлый спутник 01 остался на очень низкой околоземной орбите из-за отказа разгонного блока. Странная траектория и тёмное сообщение ТАСС породили в западной прессе спекуляции о том, что это была катастрофа пилотируемого корабля.
- 1966 — 133 человека погибли в авиакатастрофе японского Boeing 727 в Токийском заливе.
- 1970 — основан город Припять, в настоящее время заброшенный из-за аварии на Чернобыльской АЭС.
- 1971 — британская компания-производитель автомобилей и авиадвигателей Rolls-Royce Limited была национализирована в результате банкротства.
- 1974 — Патрисия Херст, внучка Уильяма Рэндольфа Херста, американского миллиардера и газетного магната, в возрасте 19 лет была захвачена в университетском городке Беркли (Калифорния) американской леворадикальной террористической группировкой Симбионистская армия освобождения. Провела 57 дней в шкафу размером 2 метра на 63 сантиметра, первые две недели с завязанными глазами, первые несколько дней без туалета и с кляпом во рту, перенесла физическое, психологическое и сексуальное насилие.
- 1975 — 1328 человек погибли в землетрясении в городском уезде Хайчэн, провинция Ляонин, Китай. Это единственный в истории случай успешной эвакуации перед разрушительным землетрясением.
- 1976
  - В Гватемале произошло крупное землетрясение, в результате которого погибли 23 000 человек.
  - В Инсбруке открылись XII зимние Олимпийские игры.
- 1977
  - В результате аварии эскалатора[англ.] в чикагском метро 11 человек погибли и 180 получили ранения. Это крупнейший инцидент такого рода.
  - Образована национальная авиакомпания Кении Kenya Airways.
- 1978 — Джуниус Ричард Джаявардене стал президентом Шри-Ланки.
- 1980 — Абольхасан Банисадр стал первым президентом Ирана.
- 1983 — немецкий военный преступник Клаус Барби был выдан Боливией Франции, где предстал перед судом.
- 1990 — в Москве состоялась 300-тысячная демонстрация в поддержку демократических реформ и отмену 6-й статьи Конституции СССР, закреплявшей политическую монополию КПСС[4].
- 1992 — Уго Чавес возглавил неудавшуюся попытку государственного переворота в Венесуэле.
- 1994 — Ибрагим Бубакар Кейта стал премьер-министром Мали.
- 1997
  - Вступила в силу новая Конституция Южно-Африканской Республики.
  - Катастрофа вертолетов в Израиле. Погибли 73 военнослужащих Армии обороны Израиля. Это была самая крупная воздушная катастрофа в истории Израиля.
- 1998
  - Роберт Кочарян стал временно исполняющим обязанности президента Армении, вместо ушедшего в отставку Левона Тер-Петросяна.
  - Утверждён Флаг Боснии и Герцеговины.
- 2000
  - В Министерстве культуры РФ состоялась церемония передачи иконы XV века «Борис и Глеб», которая была похищена в 1991 году в Устюженском краеведческом музее.
  - Вольфганг Шюссель стал Федеральным канцлером Австрии.

### XXI век
- 2003 — принята конституция Сербии и Черногории.
- 2004 — запущен Facebook.
- 2005 — Верховная рада Украины подавляющим большинством голосов (375 депутатов) утвердила Юлию Тимошенко новым премьер-министром страны.
- 2006
  - «Карикатурный скандал»: в Дамаске и Бейруте протестующие подожгли посольства Дании и Норвегии.
  - За несколько дней до начала зимних Олимпийских игр открылся Туринский метрополитен.
- 2009 — атомные подлодки HMS Vanguard британского ВМФ и французская Le Triomphant (обе с ОМП на борту) столкнулись на глубине в Атлантике.
- 2022 — открытие XXIV зимних Олимпийских игр в Пекине.
- 2025 — стрельба в школе «Campus Risbergska» в Швеции, 11 погибших, включая стрелка.

## Родились

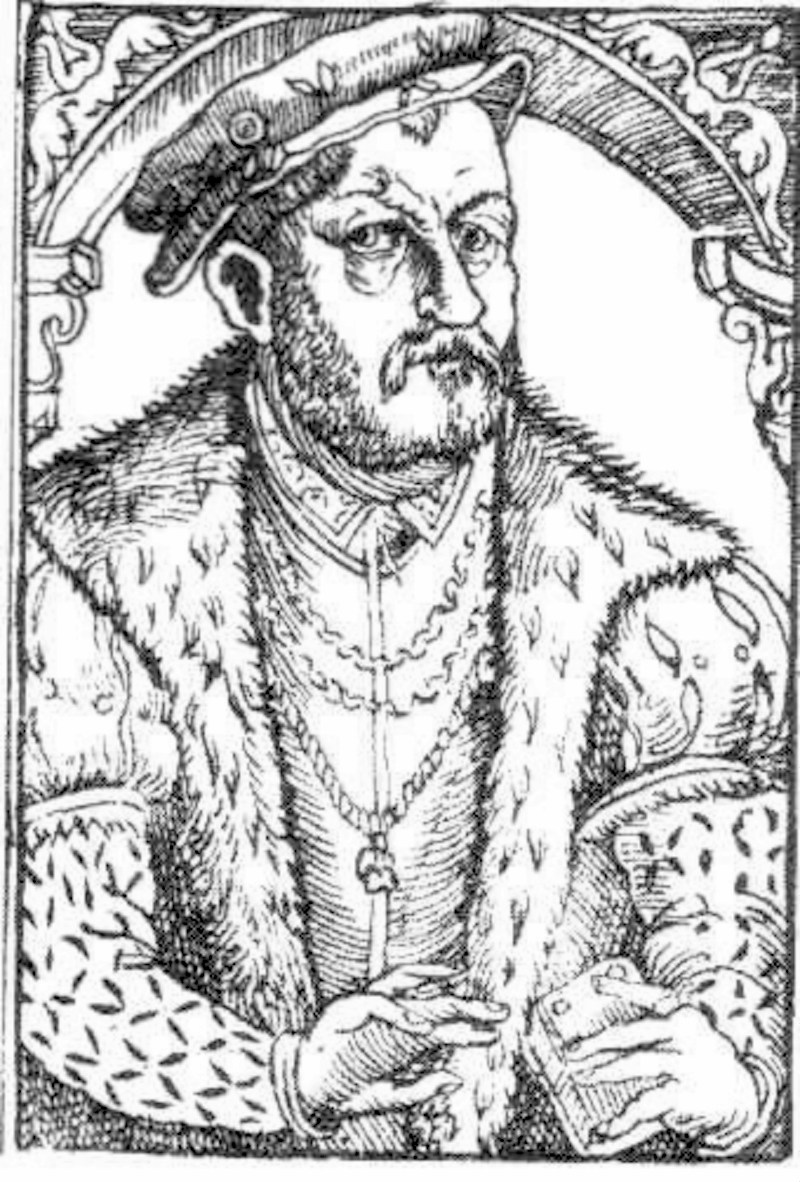
Миколай Рей

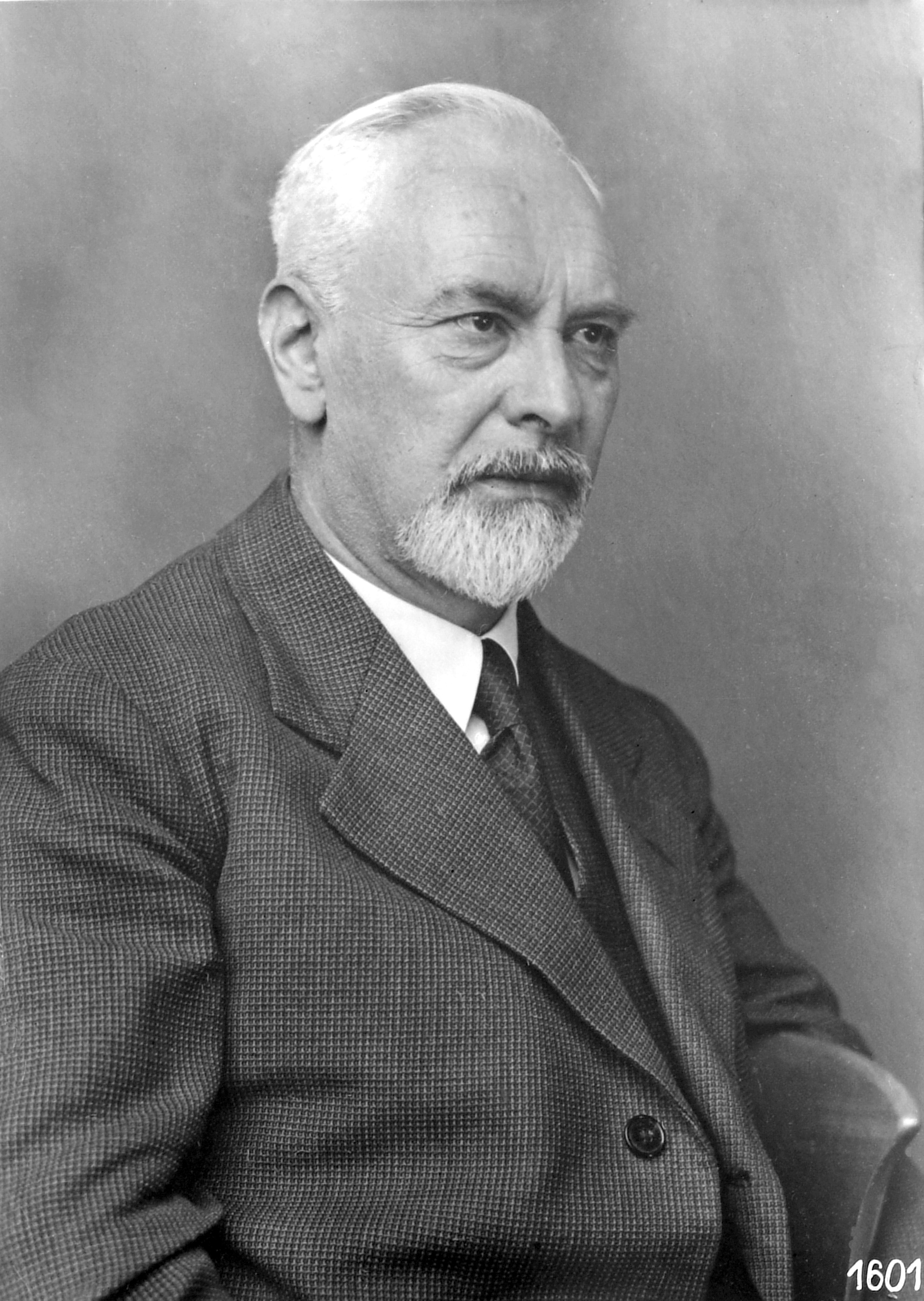
Людвиг Прандтль

См. также: Категория:Родившиеся 4 февраля

### До XIX века
- 1483 — Ридольфо Гирландайо (ум. 1561), итальянский живописец, сын Доменико Гирландайо.
- 1494 — Франсуа Рабле (ум. 1553), французский писатель, один из величайших сатириков.
- 1505 — Миколай Рей (ум. 1569), польский писатель, музыкант, политик и общественный деятель.
- 1515 — Николай Чёрный Радзивилл (ум. 1565), князь, государственный деятель Великого княжества Литовского.
- 1667 — Алессандро Маньяско (ум. 1749), итальянский живописец генуэзской школы, представитель барокко.
- 1688 — Пьер де Мариво (ум. 1763), французский драматург и прозаик.
- 1682 — Иоганн Фридрих Бёттгер (ум. 1719), немецкий алхимик, первый европеец, получивший белый фарфор.
- 1746 — Тадеуш Костюшко (ум. 1817), национальный герой Польши, военный и политический деятель.
- 1799 — Жуан Батишта де Алмейда Гаррет (ум. 1854), португальский поэт, драматург, писатель и политик.

### XIX век
- 1808 — Йозеф Каэтан Тыл (ум. 1856), чешский драматург и поэт, автор слов гимна Чехии.
- 1815 — Йосип Штросмайер (ум. 1905), католический епископ, богослов, меценат, один из руководителей Хорватской национально-либеральной партии.
- 1820 — Божена Немцова (при рожд. Барбора Новотна; ум. 1862), чешская писательница.
- 1829 — Густав Йонге (ум. 1893), бельгийский живописец.
- 1846 — Николай Умов (ум. 1915), русский физик-теоретик, философ, профессор.
- 1873 — Михаил Пришвин (ум. 1954), русский советский писатель, публицист.
- 1875 — Людвиг Прандтль (ум. 1953), немецкий механик и физик, один из основателей аэродинамики.
- 1878 — Луи Камиль Майяр (ум. 1936), французский учёный, врач и химик.
- 1881
  - Климент Ворошилов (ум. 1969), советский государственный, партийный и военный деятель, Маршал Советского Союза.
  - Фернан Леже (ум. 1955), французский живописец и скульптор-монументалист, авангардный кинорежиссёр.
  - Яков Протазанов (ум. 1945), русский советский кинорежиссёр, сценарист и актёр.
- 1889 — Питирим Сорокин (ум. 1968), русский и американский философ, социолог, один из родоначальников теории социальной мобильности.
- 1892 — Стефан Нарембский (ум. 1966), польский архитектор, историк искусства, профессор.
- 1900 — Жак Превер (ум. 1977), французский поэт, кинодраматург и сценарист.

### XX век
- 1902 — Мануэль Альварес Браво (ум. 2002), мексиканский фотограф.
- 1903 — Симо Байич (погиб в 1942), партизан, Народный герой Югославии.
- 1904 — Жорж Садуль (ум. 1967), французский историк, теоретик и критик кино.
- 1906 — Клайд Уильям Томбо (ум. 1997), американский астроном, открывший Плутон.
- 1910 — Ази Асланов (погиб в 1945), советский военачальник, гвардии генерал-майор танковых войск, дважды Герой Советского Союза.
- 1912 — Всеволод Кочетов (ум. 1973), русский советский писатель, журналист, военный корреспондент.
- 1913 — Роза Паркс (ум. 2005), американский общественный деятель, зачинательница движения за гражданские права чернокожих в США.
- 1915 — сэр Норман Уиздом (ум. 2010), английский актёр-комик, исполнитель роли Питкина, композитор, сценарист.
- 1915 — Борис Пайчадзе (ум. 1990), игрок тбилисского «Динамо», лучший футболист Грузии всех времён.
- 1923 — Дональд Никол (ум. 2003), британский византинист.
- 1926 — Константинас Богданас (ум. 2011), советский и литовский скульптор и график.
- 1933 — Игорь Кваша (ум. 2012), актёр и режиссёр театра и кино, теле- и радиоведущий, народный артист РСФСР.
- 1936 
  - Александра Завьялова (ум. 2016), советская и российская актриса театра и кино, заслуженная артистка РФ.
  - Клод Нобс (ум. 2013), швейцарский музыкальный менеджер, основатель джазового фестиваля в Монтрё.
- 1937 — Магнар Сольберг, норвежский биатлонист, двукратный олимпийский чемпион.
- 1941 
  - Иржи Рашка (ум. 2012), чехословацкий прыгун с трамлпина, олимпийский чемпион (1968).
  - Джон Стил, британский музыкант, барабанщик группы «The Animals».
- 1945 — Полад Бюльбюль оглы (при рожд. Полад Мамедов), советский и азербайджанский певец, композитор, киноактёр, политик, дипломат.
- 1948
  - Элис Купер (наст. имя Винсент Дэймон Фурнье), американский рок-певец, автор песен.
  - Марисоль (наст. имя Хосефа Флорес Гонсалес), испанская певица и актриса кино и телевидения.
- 1963
  - Кевин Вассерман, гитарист и бэк-вокалист американской рок-группы «The Offspring».
  - Пирмин Цурбригген, швейцарский горнолыжник, олимпийский чемпион 1988 года, 4-кратный чемпион мира.
- 1964 — Вячеслав Володин, российский политик и государственный деятель, председатель Госдумы РФ (с 2016 года).
- 1967 — Сергей Гриньков (ум. 1995), советский и российский фигурист (парное катание), двукратный олимпийский чемпион (1988, 1994).
- 1973 — Оскар Де Ла Хойя, американский боксёр, олимпийский чемпион (1992), чемпион мира.
- 1975 — Натали Имбрулья, австралийско-британская певица, автор песен и актриса.
- 1983 — Александра Урсуляк, российская актриса театра и кино.
- 1985 — Лесли (Лесли Бургуэн), французская R'n'B-певица.
- 1987 — Луция Шафаржова, чешская теннисистка, бывшая первая ракетка мира в парном рейтинге и пятая в одиночном.
- 1989 — Валентина Гунина, российская шахматистка, гроссмейстер.
- 1990 — Наиро Кинтана, колумбийский велогонщик.
- 1994 — Алексия Путельяс, испанская футболистка, чемпионка мира (2023).
- 1995 — Лиза Виттоцци, итальянская биатлонистка, двукратная чемпионка мира.
- 1998 — Либор Гайек, чешский хоккеист, чемпион мира (2024).

## Скончались
См. также: Категория:Умершие 4 февраля

### До XIX века
- 211 — Септимий Север (р. 146), римский император (193—211), сын Публия Септимия Геты старшего[англ.].
- 856 — Рабан Мавр, архиепископ Майнцский (р. ок. 780), немецкий богослов, писатель, крупнейший деятель эпохи «Каролингского возрождения».
- 1508 — Конрад Цельтис (р. 1459), выдающийся немецкий гуманист.
- 1615 — Джамбаттиста делла Порта (р. 1535), итальянский врач, философ, алхимик и драматург.
- 1694 — Наталья Нарышкина (р. 1651), русская царица, вторая жена царя Алексея Михайловича, мать Петра I.
- 1713 — Энтони Эшли-Купер, 3-й граф Шефтсбери (р. 1671), английский философ, писатель и политик, деятель Просвещения.
- 1781 — Йозеф Мысливечек (р. 1737), чешский композитор и дирижёр.
- 1787 — Помпео Джироламо Батони (р. 1708), итальянский живописец эпохи рококо и неоклассицизма.

### XIX век
- 1846 — Варлаам Чикойский (р. 1774), игумен Чикойского Иоанно-Предтеченского монастыря, святой Русской церкви.
- 1847 — Рене Дютроше (р. 1776), французский врач, ботаник и физиолог.
- 1875 — Михаил Лонгинов (р. 1823), русский литератор, писатель, мемуарист, историк литературы.
- 1894
  - Луи Левандовский (р. 1821), немецкий композитор и дирижёр.
  - Адольф Сакс (р. 1814), бельгийский мастер музыкальных инструментов, изобретатель саксофона.

### XX век
- 1919 — Елизавета Лавровская (р. 1845), русская оперная и концертная певица (контральто), педагог.
- 1925 — Роберт Кольдевей (р. 1855), немецкий архитектор и археолог, определивший местонахождение библейского Вавилона и в результате 18-летних раскопок подтвердивший его существование.
- 1928 — Хендрик Лоренц (р. 1853), голландский физик, лауреат Нобелевской премии (1902).
- 1939 — Эдуард Сепир (р. 1884), американский лингвист и этнолог.
- 1940 — расстреляны:
  - Николай Ежов (р. 1895), советский государственный деятель, нарком внутренних дел СССР;
  - Михаил Фриновский (р. 1898), деятель советских органов госбезопасности, командарм 1-го ранга, в 1938—1939 нарком ВМФ СССР.
- 1944 — Арсен Коцоев (р. 1872), осетинской советский писатель, переводчик, публицист.
- 1945 — Василий Тарнавский (р. 1859), австрийский и румынский теолог и общественный деятель.
- 1950 — Ян Булгак (р. 1876), белорусский и польский фотохудожник, этнограф, фольклорист.
- 1962 — Николай Иванов-Радкевич (р. 1904), советский композитор и педагог.
- 1965 — епископ Кассиан (в миру Сергей Сергеевич Безобразов; р. 1892), епископ Константинопольской православной церкви, богослов, экзегет, переводчик Нового Завета.
- 1975 — Луис Джордан (р. 1908), американский джазовый музыкант, композитор.
- 1978 — Аркадий Кулешов (р. 1914), белорусский советский поэт и переводчик, сценарист.
- 1983 — Карен Карпентер (р. 1950), американская певица и барабанщица, участница группы «Carpenters».
- 1991 — Александр Шалимов (р. 1917), советский учёный-геолог и писатель-фантаст.
- 1995
  - Карлен Абгарян (р. 1928), советский учёный в области технической кибернетики.
  - Александр Довженко (р. 1918), советский и украинский психотерапевт, нарколог, автор метода кодирования.

### XXI век
- 2007 — Илья Кормильцев (р. 1959), русский поэт, переводчик, автор песен группы «Наутилус Помпилиус».
- 2011 — Владимир Кунин (р. 1927), советский и российский писатель.
- 2012 — Флоренс Грин (р. 1901), последняя из остававшихся в живых ветеранов Первой мировой войны.
- 2017 — Георгий Тараторкин (р. 1945), актёр театра и кино, народный артист РСФСР.
- 2019 — Вячеслав Овчинников (р. 1936), композитор, дирижёр, народный артист РСФСР.
- 2024 — Хаге Гейнгоб (р. 1941), премьер-министр и президент Намибии.